# 수잔 이글리

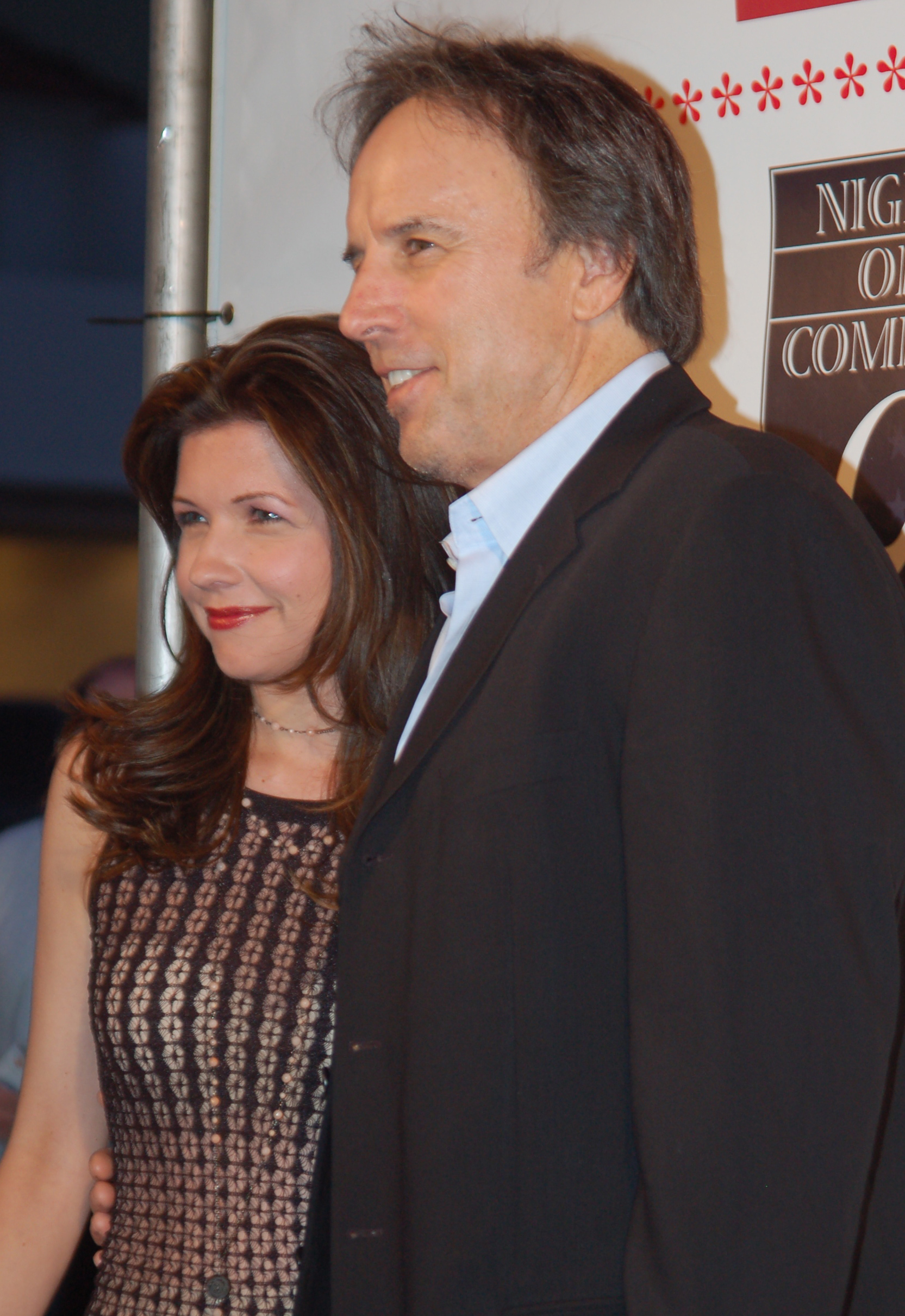

수전 예이글리(영어: Susan Yeagley, 영어 발음: /ˈjeɪɡli/, 1972년 2월 27일 ~ )는 미국의 배우이다.
테네시주에서 태어났다.

## 출연 작품
- 마스코츠 (2016년)
- 블렌디드 (2014년) - 남부 새 엄마 역
- 볼스 투 더 월 (2011년) - 웨딩 플래너 역
- 럭키 원스 (2008년)
- 르노 911! (2003년)
- 올모스트 페이머스 (2000년)
- 코요테 어글리 (2000년)

### 텔레비전
- 팍스 앤 레크리에이션 시즌1 (2009년) - 제시카 윅스 역
- 커플수칙 시즌1 (2007년)
- 사라 실버맨 프로그램 (2007년)
- The Soup (2004년) - 본인 역